# 内梅西奥·奥塞格拉·塞万提斯
内梅西奥·鲁文·奥塞格拉·塞万提斯（西班牙語：Nemesio Rubén Oseguera Cervantes，西班牙語發音：[neˈmesio oseˈɣeɾa seɾˈβantes]；1966年7月17日—；一说生于1964年7月17日），以其别名埃尔·门乔（西班牙語：El Mencho，發音：[el ˈmentʃo]）为人熟知，墨西哥毒枭，也是哈利斯科新生代贩毒集团（CJNG）的头目。埃尔·门乔因贩毒、参与有组织犯罪和非法持有枪支而被通缉。他被指控负责协调全球贩毒行动。在他的指挥下，哈利斯科新生代贩毒集团成为了墨西哥头号犯罪组织之一。他是墨西哥的头号通缉犯，也是美国的头号通缉犯之一，两国分别对其悬赏1500万美元和3000万墨西哥比索。
埃尔·门乔生于墨西哥的一个从事鳄梨种植的贫困家庭，小学五年级便辍学，后于20世纪80年代非法移民至美国。在数度被捕后，埃尔·门乔于20世纪90年代初被驱逐回墨西哥。回到墨西哥后，埃尔·门乔当过一段时间的警察，之后辞职并加入千年贩毒集团。在几位上司被捕或被杀后，埃尔·门乔最终爬上高位，并成立了哈利斯科新生代贩毒集团。
埃尔·门乔也因其强势的领导能力和针对敌对犯罪集团和墨西哥安全部队的骇人暴行而闻名。这些袭击引起了墨西哥政府的高度关注，对他展开了大范围搜捕。安全部队怀疑他藏匿在哈利斯科州、米却肯州、納亞里特州和/或科利馬州的乡村地区，并由受过军事训练的雇佣兵戒备。
2022年2月，有未经证实的报道称埃尔·门乔在瓜达拉哈拉的一家私人医院接受治疗时死于呼吸骤停。然而，负责搜捕埃尔·门乔的美国缉毒局特工凯尔·莫里（Kyle Mori）在2023年3月接受KFI AM采访时否认了其死亡传言。